# القنب الهندي في سوريا
القنب الهندي في سورية غير قانوني. في إطار سياسات حكومة الرئيس بشار الأسد, يقال إن العديد من جرائم القنّب، من الاستخدام البسيط إلى الإتجار، غالباً ما تصدر عليه حكماً بالسجن المؤبد.

## تاريخياً
في عهد الرئيس شكري القوتلي (1943-1949), تم حظر زراعة الحشيش في سوريا، على الرغم من أن السلطات لاحظت أن لديهم القليل من القدرة على منع الدروز في منطقة جبل الدروز من إنتاج الحشيش.
في عام 1993, سنت سوريا القانون رقم 2. الذي يجيز العقاب، بما في ذلك عقوبة الإعدام، بما في ذلك تصنيع ونقل وبيع المخدرات.

## حرب اهلية
ومع زعزعة استقرار البلاد نتيجة للحرب الأهلية, بدأ الناس الذين يعيشون في المناطق التي يسيطر عليها الانفصاليون الأكراد في زراعة الحشيش كوسيلة لكسب المال لمحاربة الفقر.